# Nora Jenčušová
Nora Jenčušová (Spišská Nová Ves, 14 april 2002) is een Slowaaks wielrenster. Ze is zowel actief op de baan als op de weg.

## Carrière
In 2019 nam Jenčušová onder andere deel aan de Nederlandse meerdaagse wedstrijden Watersley Ladies Challenge en de Omloop van Borsele. Tevens werd ze dat jaar voor het eerst kampioen van haar land op de weg en in het tijdrijden bij de junioren. In 2020 prolongeerde ze haar nationale titel in het tijdrijden bij de junioren. In het daaropvolgende jaar tekende ze haar eerste profcontract bij BePink, namens deze ploeg nam ze deel aan haar eerste UCI Women's World Tour-wedstrijden. In de Strade Bianche stapte ze vroegtijdig af en in Parijs-Roubaix kwam ze buiten de tijd over de finish. Half juni werd ze voor het eerst nationaal kampioen tijdrijden bij de elite, een titel die ze driemaal wist te prolongeren. In 2022 won ze voor het eerst de wegwedstrijd. 

## Baanwielrennen
| 2020 |  | scratch |  |

## Wegwielrennen

### Overwinningen
2019
 Slowaaks kampioene op de weg, junioren
 Slowaaks kampioene tijdrijden, junioren
2020
 Slowaaks kampioene tijdrijden, junioren
2021
 Slowaaks kampioene tijdrijden, elite
2022
 Slowaaks kampioene op de weg, elite
 Slowaaks kampioene tijdrijden, elite
2023
Regiónom Nitrianskeho Kraja
 Slowaaks kampioene op de weg, elite
 Slowaaks kampioene tijdrijden, elite
 Slowaaks kampioene op de weg, beloften
 Slowaaks kampioene tijdrijden, beloften
2024
 Slowaaks kampioene tijdrijden, elite
 Slowaaks kampioene op de weg, elite

### Resultaten in voornaamste wedstrijden
| Jaar | Ronde van Italië | Ronde van Frankrijk | Ronde van Spanje |
| ---- | ---------------- | ------------------- | ---------------- |
| 2021 |                  |                     |                  |
| 2022 |                  |                     |                  |
| 2023 |                  |                     | 98e              |
| 2024 | 90e              |                     | 90e              |
| 2025 | 100e             |                     | 103e             |

| Jaar | Milaan-San Remo | Gent-Wevelgem | Parijs-Roubaix | Strade Bianche |  | WK op de weg |
| ---- | --------------- | ------------- | -------------- | -------------- |  | ------------ |
| 2021 |                 |               | buit.tijd      | opgave         |  | opgave       |
| 2022 |                 |               |                |                |  |              |
| 2023 |                 |               |                | opgave         |  | opgave       |
| 2024 |                 |               |                | opgave         |  | opgave       |
| 2025 | 88e             | 104e          |                |                |  |              |

## Ploegen
- 2021 –  BePink
- 2022 –  BePink
- 2023 –  BePink
- 2024 –  BePink-Bongioanni
- 2025 –  BePink-Imatra-Bongioanni